# Fotis Jannidis
Fotis Jannidis (* 1961 in Frankfurt am Main) ist ein deutscher Germanist (Literaturwissenschaftler) sowie Computerphilologe und hat eine Professur in Würzburg inne.

## Leben und Werk
Jannidis promovierte 1995 bei Karl Eibl an der Ludwig-Maximilians-Universität München über Goethes Bildungsbegriff. Nach der Habilitation 2002, einer Vertretungsprofessur am Institut für Neuere Deutsche und Europäische Literatur an der Fernuniversität Hagen und einer Professur für Germanistische Literaturwissenschaft an der TU Darmstadt, hat er seit dem Sommersemester 2009 den Lehrstuhl für Computerphilologie und Neuere Deutsche Literaturgeschichte an der Julius-Maximilians-Universität Würzburg inne.
Zu seinen Forschungsgebieten gehören die Geschichte des Romans, Literatur- und Erzähltheorie, Makroanalysen des deutschsprachigen Romans und Stilometrie. In Kooperation mit dem Freien Deutschen Hochstift in Frankfurt am Main und dem Goethe-Schiller-Archiv in Weimar ist unter der Leitung von Jannidis u. a. eine digitale Faustedition entstanden. Außerdem ist er Initiator der B.A. und M.A. Studiengänge Digital Humanities an der Universität Würzburg.
Gemeinsam mit Karl Eibl gründete er das Jahrbuch für Computerphilologie.

## Schriften (Auswahl)
- Das Individuum und sein Jahrhundert. Eine Komponenten- und Funktionsanalyse des Begriffs ›Bildung‹ am Beispiel von Goethes »Dichtung und Wahrheit«. Tübingen: Niemeyer 1996.
- Figur und Person. Beitrag zu einer historischen Narratologie. Berlin: de Gruyter 2004.
- Rückkehr des Autors. Zur Erneuerung eines umstrittenen Begriffs. Tübingen: Niemeyer 1999, hg. von Fotis Jannidis, Gerhard Lauer, Matías Martínez und Simone Winko.
- Texte zur Theorie der Autorschaft. Stuttgart: Reclam 2000, hg. von Fotis Jannidis, Gerhard Lauer, Matias Martinez und Simone Winko.
- Bürgerlichkeit im 18. Jahrhundert. Tübingen: Niemeyer 2006, hg. von Hans-Edwin Friedrich, Fotis Jannidis und Marianne Willems.
- Revisionen. Grundbegriffe der Literaturtheorie. Berlin: de Gruyter, hg. von Fotis Jannidis, Gerhard Lauer, Matias Martinez und Simone Winko.
- Jahrbuch für Computerphilologie. Paderborn: mentis 1999-2010, hg. von Georg Braungart, Peter Gendolla und Fotis Jannidis.
- Narratologia. Berlin: de Gruyter 2003ff, hg. von Fotis Jannidis, John Pier und Wolf Schmid.
- Digital Humanities. Eine Einführung. Stuttgart: Metzler 2017, hg. von Fotis Jannidis, Hubertus Kohle, Malte Rehbein. ISBN 978-3-476-05446-3
- The Shape of Data in Digital Humanities. Modeling Texts and Text-based Resources. London: Routledge 2018, hg. von Julia Flanders, Fotis Jannidis. ISBN 978-1-4724-4324-3

## Belege
1. 1 2 3  Stabsstelle Öffentlichkeitsarbeit: jannidis. In: www.presse.uni-wuerzburg.de. Archiviert vom Original am 2. Juli 2016; abgerufen am 2. Juli 2016.
2. 1 2  Fotis Jannidis Zur Person. In: www.jannidis.de. Abgerufen am 2. Juli 2016.
3. ↑  Fotis Jannidis Forschung. In: www.jannidis.de. Abgerufen am 2. Juli 2016.

| Personendaten    | Personendaten                                                        |
| ---------------- | -------------------------------------------------------------------- |
| NAME             | Jannidis, Fotis                                                      |
| KURZBESCHREIBUNG | deutscher Germanist (Literaturwissenschaftler und Computerphilologe) |
| GEBURTSDATUM     | 1961                                                                 |
| GEBURTSORT       | Frankfurt am Main                                                    |